# Берклу
Берклу́ (фр. Bercloux) — коммуна во Франции, находится в регионе Пуату — Шаранта. Департамент коммуны — Шаранта Приморская. Входит в состав кантона Сент-Илер-де-Вильфранш. Округ коммуны — Сен-Жан-д’Анжели.
Код INSEE коммуны — 17042.

## Население
Население коммуны на 2010 год составляло 430 человек.
| 1962 | 1968 | 1975 | 1982 | 1990 | 1999 | 2010 |
| ---- | ---- | ---- | ---- | ---- | ---- | ---- |
| 416  | 381  | 365  | 332  | 312  | 325  | 430  |

## Экономика
В 2010 году среди 254 человек трудоспособного возраста (15—64 лет) 193 были экономически активными, 61 — неактивными (показатель активности — 76,0 %, в 1999 году было 70,6 %). Из 193 активных жителей работали 170 человек (83 мужчины и 87 женщин), безработных было 23 (11 мужчин и 12 женщин). Среди 61 неактивных 17 человек были учениками или студентами, 28 — пенсионерами, 16 были неактивными по другим причинам.